# Bangana yunnanensis
Bangana yunnanensis är en fiskart som först beskrevs av Wu, Lin, Chen, Chen och He, 1977.  Bangana yunnanensis ingår i släktet Bangana och familjen karpfiskar. IUCN kategoriserar arten globalt som otillräckligt studerad. Inga underarter finns listade.